# Claude-Philibert Dabry de Thiersant
Claude-Philibert Dabry de Thiersant (* 5. April 1826 in Belleville (Rhône); † 4. August 1898 in Lyon) war ein französischer Marineoffizier, Diplomat und Sinologe.

## Leben und Wirken
Darbry diente zunächst in der französischen Marine und nahm 1853 am Krimkrieg teil. 1856 wurde er zum Hauptmann („capitaine“) befördert. 1856 bis 1862 war er als Diplomatanwärter („élève consul“) in der Funktion eines Regierungskommissars („commissaire du gouvernement“) in Tianjin und in Chusan (Zhoushan-Inseln) stationiert. 1862 wurde er zum Ritter der Légion d’honneur ernannt und mit der Leitung des französischen Konsulats in Hankou (1863–1868) betraut. 1868 fügte Dabry den Namen seines Vaters an den seiner Mutter und nannte sich fortan Dabry de Thiersant. Er besetzte verschiedene Funktionen in den Konsulaten von Shanghai (1868–1869) und von Kanton (1869–1871). 1878 ging er als Geschäftsträger („chargé d’affaires“) an das Generalkonsulat nach Guatemala. 1884 wurde er als bevollmächtigter Minister („ministre plénipotentaire“) berentet. 

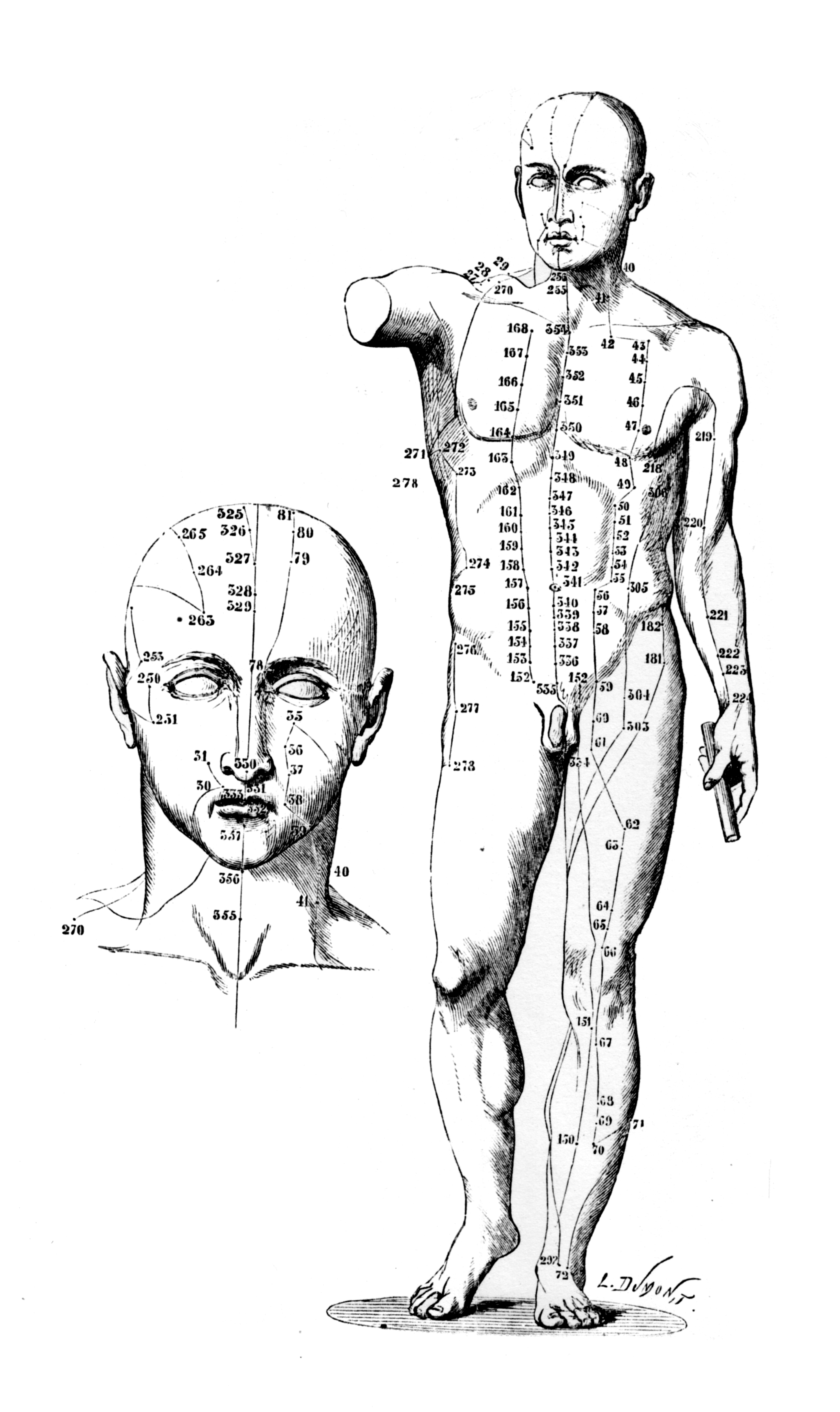
Abbildung von Akupunkturpunkten in Dabry de Thiersant. La médecine chez les Chinois. Paris 1863

Als „Verteidiger der Ehre Frankreichs und von dessen Handelsinteressen“ glaubte er eine „zivilisatorische Mission“ erfüllen zu müssen und er schrieb im Rahmen seiner Funktion viele Berichte zum Beispiel über den Zustand der chinesischen Armee, über Muslime und über Christen in China. Vielbeachtet war seine Studie über die chinesische Medizin, die er zusammen mit Jean Léon Soubeiran (1827–1892), einem Professor der Pharmazie aus Montpellier, verfasste. Die von Dabry und Soubeiran verwendeten chinesischen Quellen werden noch heute in der Universitätsbibliothek von Montpellier aufbewahrt.

## Dedikationsnamen
1867 benannte Jules Verreaux die Gouldnektarvogel-Unterart (Aethopyga gouldiae dabryii) zu seinen Ehren.

## Werke
- Organisation militaire des Chinois, ou la Chine et ses Armées. Suivi d’un aperçu sur l’administration civile de la Chine. Plon, Paris 1859 (Digitalisat)
- Zusammen mit Jean-Léon Soubeiran (1827–1892). La médecine chez les Chinois. H. Plon, Paris 1863 (Digitalisat)
- Le massacre de Tien-Tsin et nos intérêts dans l’empire chinois. Ch. Douniol, Paris 1872 (Digitalisat)
- Zusammen mit Jean-Léon Soubeiran (1827–1892). La matière médicale chez les Chinois. G. Masson, Paris 1874 (Digitalisat)
- Le catolicisme en Chine au VIIIe siècle de notre ère. Avec une nouvelle traduction de l’inscription de Sy-Ngan-Fou. Accompagnée d’une grande Planche. Au profit de l’œuvre de la propagation de la foi en Chine. E. Leroux, Paris 1877 (Digitalisat)
- La piété filiale en Chine. E. Leroux, Paris 1877
- Le Mahométisme en Chine et dans le Turkestan oriental.  E. Colas, Orléans 1878 Band I (Digitalisat) Band II (Digitalisat)
- Nos intérêts dans l’Indo-Chine. Avec une carte du Tomkin. E. Leroux, Paris 1884 (Digitalisat)
- La Solution de la question du Tonkin au point de vue des intérêts Français.  L. Cerf, Paris 1885 (Digitalisat)